# Alexander Nikolajewitsch Benois

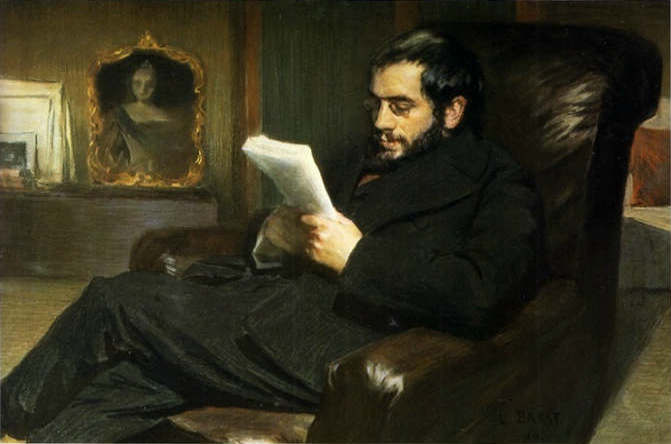
Alexander Benois. Gemälde von Léon Bakst, 1898

Alexander Nikolajewitsch Benois oder auch Alexandre Benoîs (russisch Александр Николаевич Бенуа; wiss. Transliteration: Aleksandr Nikolaevič Benua; * 21. Apriljul. / 3. Mai 1870greg. in Sankt Petersburg; † 9. Februar 1960 in Paris) war ein russischer Maler, Schriftsteller, Kunsthistoriker, Kunstkritiker und – neben Sergei Djagilew, Lew Bakst u. a. – Gründer der Bewegung und gleichnamigen Kunstzeitschrift Mir Iskusstwa.

## Leben
Geboren in einer Künstlerfamilie als Sohn des Architekten Nikolai Benois, studierte er einige Zeit an der Petersburger Kunstakademie und bildete sich darüber hinaus selbständig sowie unter der Anleitung seines älteren Bruders Albert Benois künstlerisch weiter. Ursprünglich wollte er nicht der Familientradition folgen und eine Künstlerlaufbahn einschlagen. Stattdessen begann er ein Studium der Rechtswissenschaften an der Sankt Petersburger Universität.
Seine Laufbahn als Kunsttheoretiker und -historiker begann er 1894, indem er ein Kapitel über russische Künstler für den deutschen Sammelband Die Geschichte der Malerei des 19. Jahrhunderts verfasste. In den Jahren 1896 bis 1898 sowie in der Zeit von 1905 bis 1907 lebte und arbeitete er in Frankreich. Hier begann er eine Reihe von Aquarellen zu zeichnen, die 1897 von Pawel Tretjakow ausgestellt wurden. Vor diesem Hintergrund machte Benois die Bekanntschaft mit Sergei Djagilew sowie Léon Bakst. Gemeinsam mit diesen wurde er einer der Gründer und ideologischen Köpfe der Künstlervereinigung Mir Iskusstwa und gründete die gleichnamige Zeitschrift.
Im Jahr 1918 gab er den Katalog zur Bildergalerie Eremitage heraus. Später setzte er seine Arbeit als Buchautor und Theaterkünstler fort. 1926 verließ er die UdSSR zu einer Auslandsreise, um nicht wieder zurückzukehren. Er lebte fortan in Paris, wo er hauptsächlich an Theaterdekorationen und -kostümen arbeitete. Er verstarb 1960 in Paris.
Alexander Benois übte mit seinem Schaffen einen großen Einfluss auf das moderne Ballett sowie die Gestaltung der Dekoration und der Kostüme im Theaterleben seiner Zeit aus. Der Gemäldegalerie Eremitage in Sankt Petersburg vermachte er das Erbe seines Bruders – eine Gemäldesammlung Alter Meister.

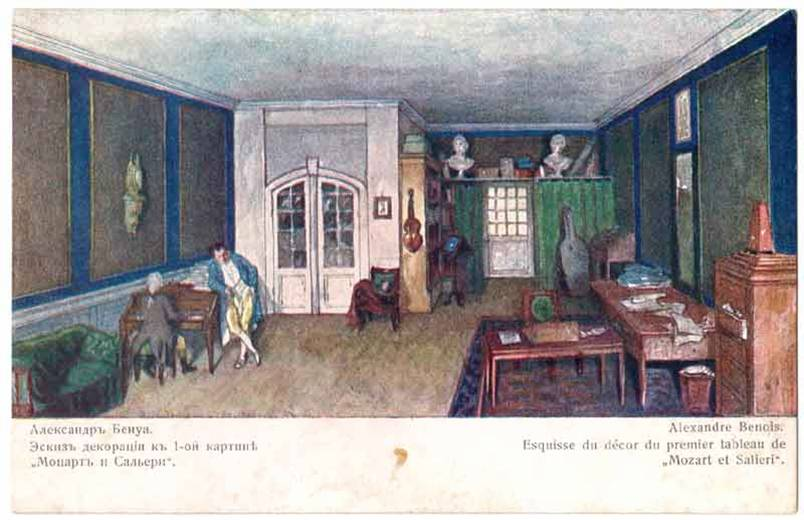
Alexander Benois: Mozart and Salieri. 1900.

## Trivia
Benois besuchte dasselbe Gymnasium wie Filosofov, Nuvel', Roerich und Somov.

## Werke (Auswahl)

### Bücher
- Die russische Malerschule (Русская школа живописи) (1904)
- Zarskoje Sjelo unter der Zarin Jelisaweta Petrowna (Царское село в царствование императрицы Елизаветы Петровны) (1910)
- Die Geschichte der Malerei aller Zeiten und Nationen (История живописи всех времен и народов) (1912–1917; unvollendet)
- Das Leben des Künstlers. Memoiren (1955)
- Alexander Benois überlegt... (Artikel und Briefe von 1917–1960) (Александр Бенуа размышляет…… (статьи и письма 1917—1960 г)) (1968)
- Illustrationen zu Alexander Puschkins Der eherne Reiter
- Illustrationen zu Alexander Puschkins Die Pique-Dame (1911, Golike und Wilborg)

### Gemälde
- Königliche Promenade in Versailles
- Peter I. – Nachdenkend über die Gestaltung St. Petersburgs an der Ostseeküste
- Im deutschen Viertel

### Libretto
- Petruschka. Burleske Szenen (Ballett). Musik (1910/11): Igor Strawinsky. UA 1911

### Bühnenausstattung für Ballettaufführungen
- 1909: Les Sylphides
- 1909: Le Festin
- 1910: Giselle
- 1911: Petruschka
- 1928: La bien aimée
- 1928: Le noces de Psyché et l´Amour
- 1929: La valse
- 1940: Kadettenball
- 1940: Der Nussknacker
- 1946: Raimonda